# Buhteljni
Buhteljni ali buhtlji so sladko pecivo iz kvašenega testa, v obliki hlebčka. Navadno so polnjeni z marmelado in posuti z mletim sladkorjem. Izvirajo iz Češke.
Znani so po večini dežel nekdanje Avstro-Ogrske monarhije. Vsaka pozna svoj način polnjenja in postrežbe. V Avstriji so cenjeni in jih strežejo tako v manjših lokalih, kot v znanih kavarnah (Hawelka na Dunaju), v Sloveniji pa so šli skoraj v pozabo tudi zaradi priljubljenosti industrijsko narejenih sladic.

### Izvor in raba besede buhtelj
Beseda buhtelj je v slovenščino prišla iz avstrijsko nemškega izraza Buchtel, ta pa iz češkega buchta (buhtelj, bunka ali kepa). V slovenskem jeziku je buhtelj tudi izraz za debelega, neumnega ali nerodnega človeka.
V zgodbi Míček Flíček češkega lutkarja Jana Malíka, ki je bila na Slovenskem predelana v radijsko igro, nato pa še v lutkovno predstavo z naslovom Žogica Marogica, Ptiček Kraljiček dobi buhtelj.
Češki režiser Marek Bečka ima svoje lutkovno gledališče, imenovano Bouchty a loutky (Buhteljni in lutke).